# Dante Mendonça
Dante José Mendonça (Nova Trento, 4 de março de 1951) é um jornalista, escritor e cartunista brasileiro.

## Biografia
Filho de Lauro Manoel Mendonça e de Cremilda Tripadalli, nasceu em Nova Trento, Santa Catarina. Mudou-se para Curitiba em 1970 onde serviu o exército, e posteriormente trabalhou nos jornais O Estado do Paraná, Tribuna do Paraná, Gazeta do Povo, Voz do Paraná e Correio de Notícias, atuando como editor e diretor de arte de vários jornais.
Durante as décadas de 70 e 80 atuou no teatro, sendo ator, cenógrafo e diretor premiado do Grupo de Teatro Margem, juntamente com Manoel Carlos Karam. Foi diretor de arte da Fundação Cultural de Curitiba. Atuou também na televisão fazendo um quadro diário de humor em telejornal. Em 1976 fundou a Banda Polaca, bloco carnavalesco de Curitiba, e em 1981 presidiu a Comissão de Carnaval de Curitiba.
É autor das seguintes obras: ”Álbum de Figurinhas & figurões” (1989, coletânea de suas charges de primeira página); “Botecário” – Dicionário Internacional de boteco (2001); “Piadas de Sacanear Atleticano” – para alegria de coxa-branca – e “Piadas de Sacanear Coxa-Branca” – para alegria de atleticano (2003); “Piadas de Sacanear Vascaíno” – para alegria de flamenguista – e “Piadas de Sacanear Flamenguista” – para alegria de vascaíno – com Luís Pimentel (2003); “A Banda Polaca” – Humor do imigrante no Brasil Meridional (2004); “Curitiba: Melhores Defeitos, Piores Qualidades” (2009); “Serra Abaixo, Serra Acima: o Paraná de trás pra frente” (2010).
Em 2010 foi eleito para a Academia Paranaense de Letras.